# Mango
Die Mango (Mangifera indica) ist eine tropische Pflanze und ihre Frucht. Der Mangobaum ist eine Pflanzenart aus der Gattung Mangos (Mangifera) innerhalb der Familie Sumachgewächse (Anacardiaceae). Der Mangobaum wird häufig kultiviert, liefert Obst sowie Öl und wird als Heilpflanze verwendet.
Andere Mangifera-Arten wie die Wohlriechende Mango oder die Stinkende Mango und Mangifera caesia werden in Asien ebenfalls kultiviert, außerhalb Asiens sind sie aber wenig bekannt.

## Beschreibung

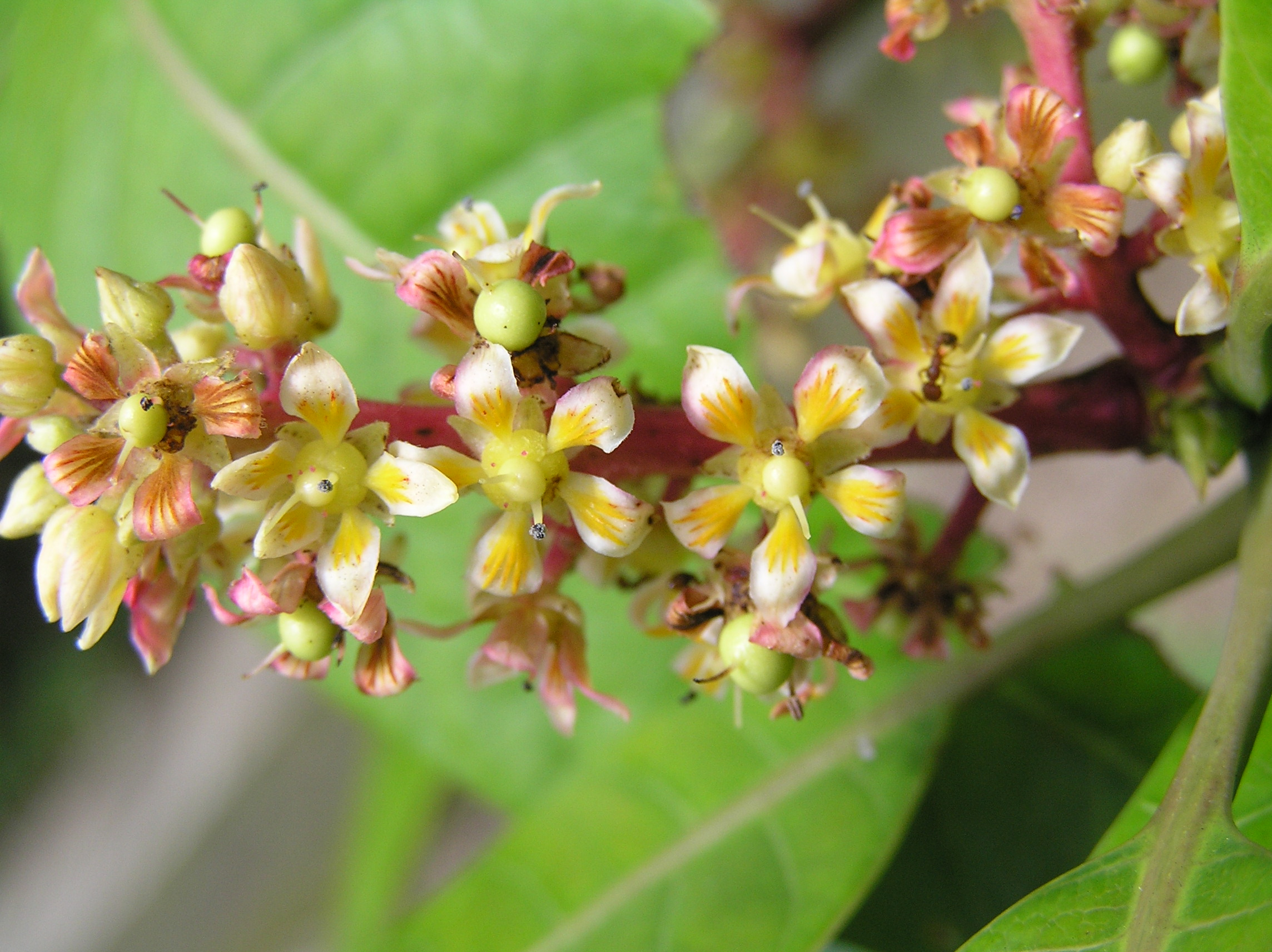
Zwittrige Blüten

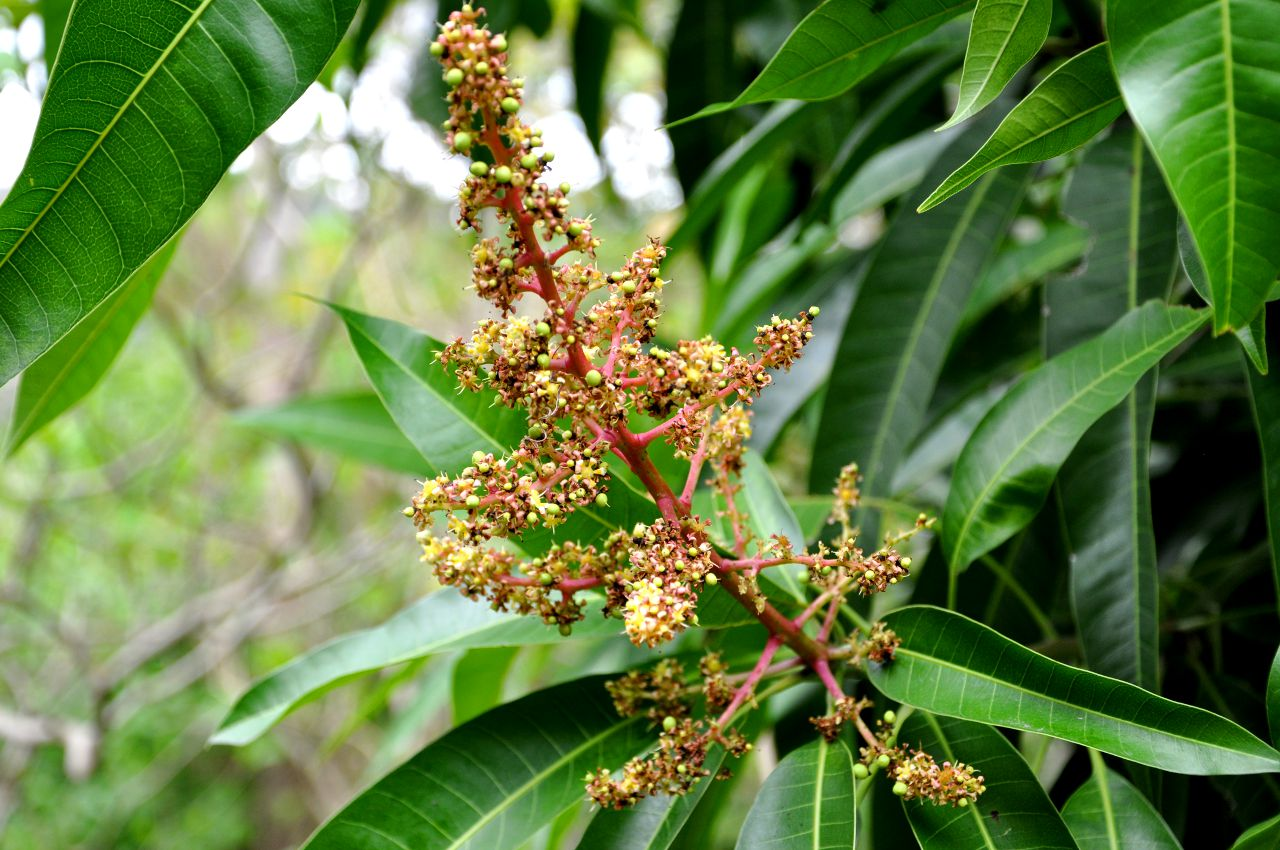
Blütenstand

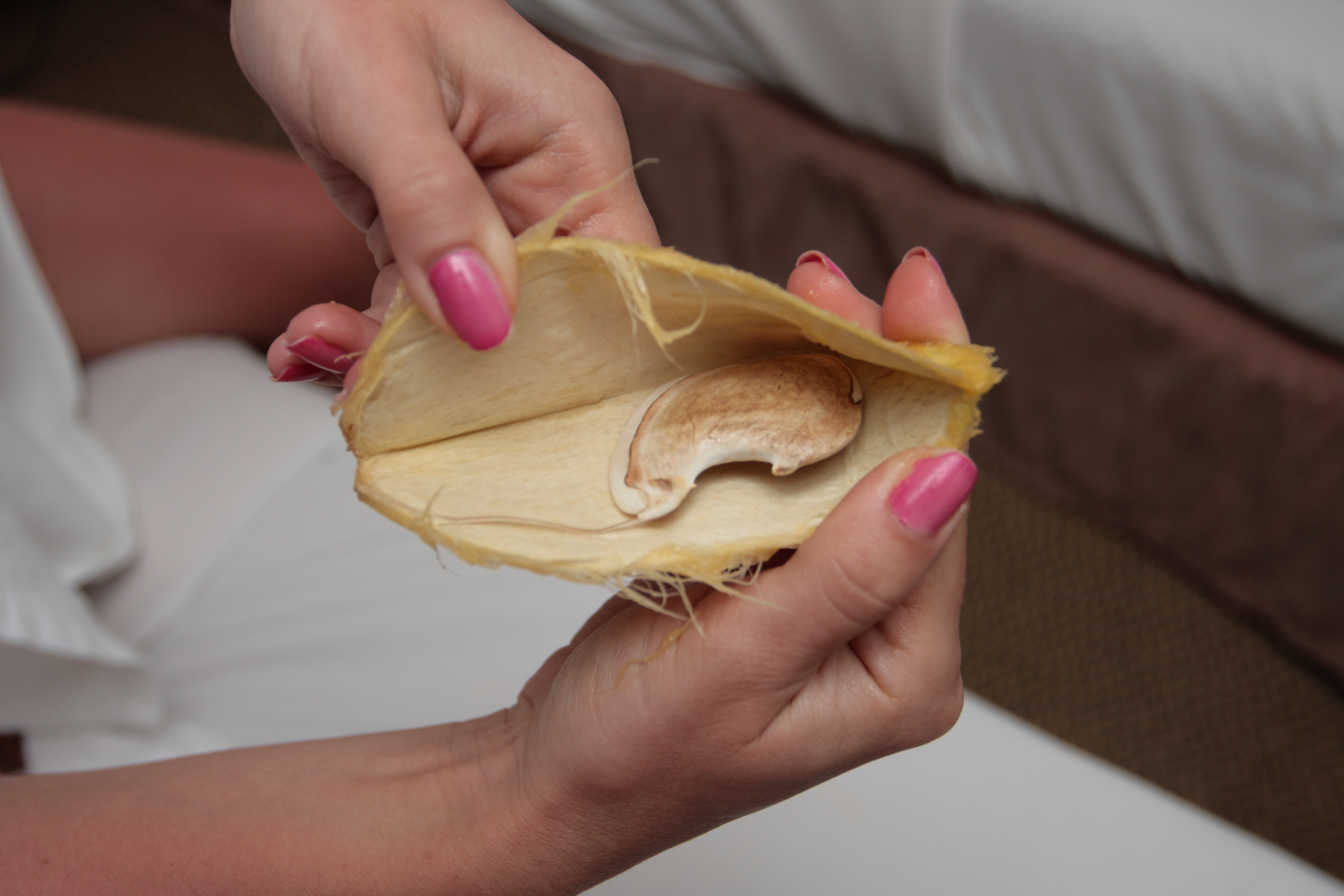
Samen in einem geöffneten Mangokern

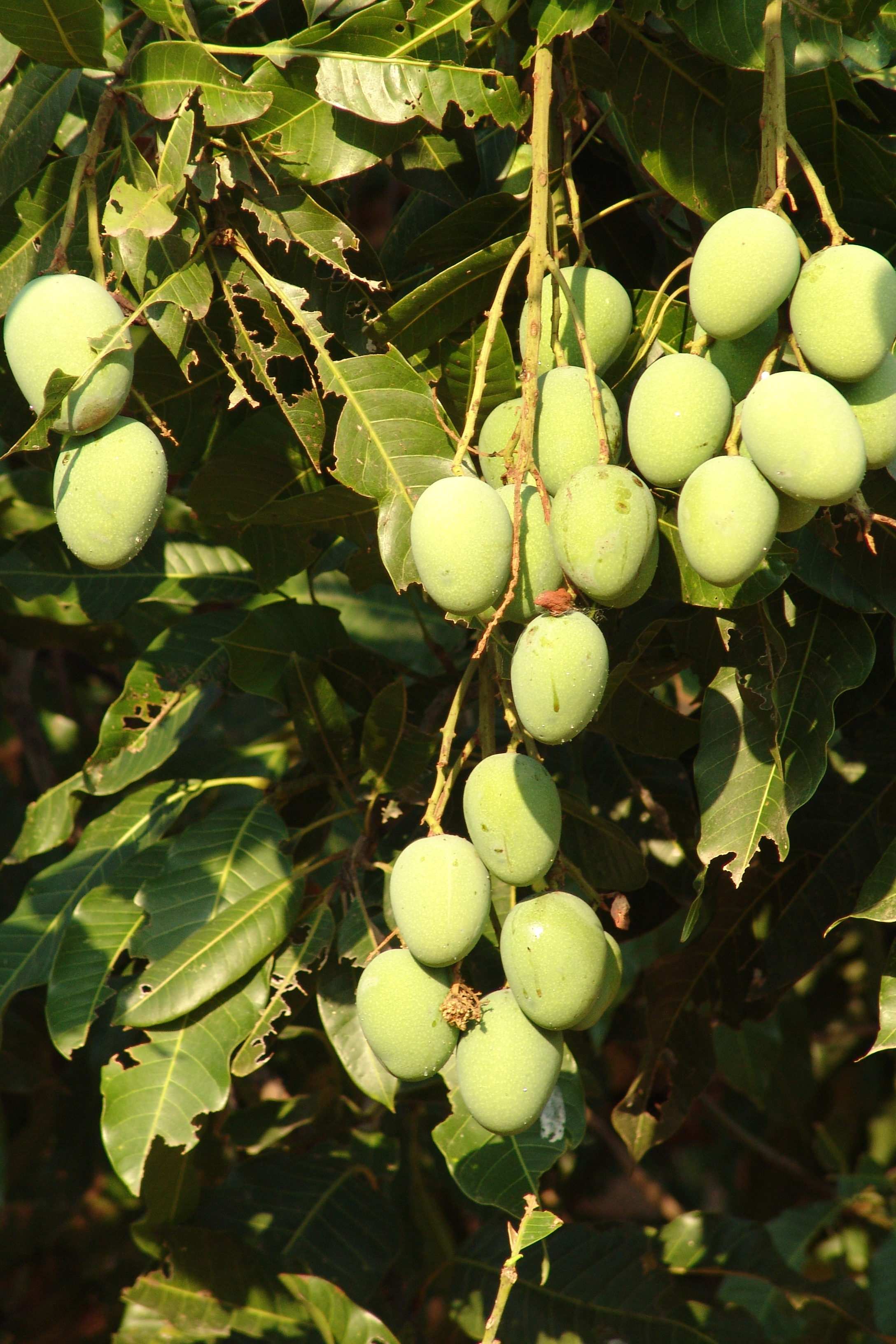
Junge Früchte am Baum

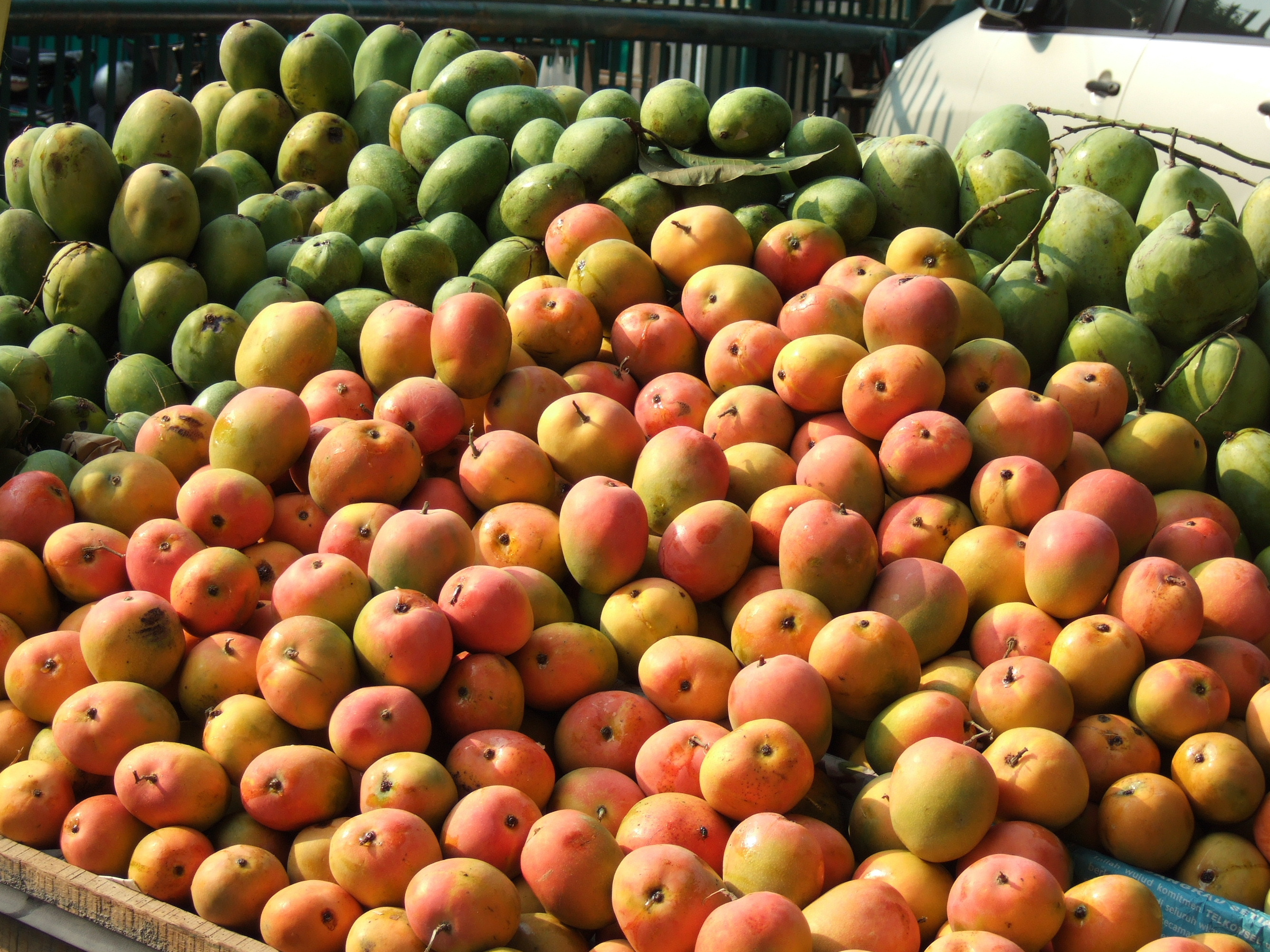
Reife Mangos

### Vegetative Merkmale
Der immergrüne und schnellwüchsige Mangobaum kann (in Einzelfällen) Wuchshöhen über 35 Meter und einer entsprechenden, ausladenden und rundlichen Baumkrone im Durchmesser von 30 Metern erreichen. Der Stammdurchmesser erreicht über 1 Meter. Er bildet tiefe Pfahlwurzeln aus. Die Rinde ist anfangs hellgrün, bei älteren Bäumen bildet sich aber eine dicke, graubraune Borke, die Längsrisse aufweist und später in rechteckigen Schuppen abfällt. Oft erscheinen in den Rissen Spuren eines weißen, gummiartigen Saftes.
Der Mangobaum ist recht langlebig und kann mehr als 300 Jahre Früchte tragen.
Die einfachen, etwas steifen und wachsigen, glänzenden, ledrigen, kahlen und spitz bis zugespitzten, teils geschwänzten, gestielten Laubblätter sind länglich, lanzettlich bis eiförmig, -lanzettlich mit ganzem, teils gewelltem Rand. Die spiralig oder wirtelig angeordneten Blätter werden bis 30 cm lang und 7 cm breit. Die Nervatur ist gefiedert mit einer hellgrünen Mittelrippe. Der hellgrüne Blattstiel ist basal verdickt (Pulvinus) und etwa 2–8 cm lang. Die Nebenblätter fehlen.
Auffallend ist hier die Lauberneuerung, die als „Laubausschüttung“ bezeichnet wird. Zwischen dem alten dunkelgrünen Laub fallen einzelne Zweige mit frischem, hellem Laub (Schüttellaub) auf, die neuen Blätter hängen zunächst schlaff herab und sind anfangs rötlich, lachsfarben, werden aber bald oberseits dunkelgrün und unterseits heller.

### Generative Merkmale
Der Mangobaum ist andromonözisch, es werden also männliche und zwittrige Blüten in gemischten Verhältnissen auf den Exemplaren bzw. in den Blütenständen ausgebildet. In end- oder achselständigen, großen, etwa 20–35 cm oder mehr, langen und reich verzweigten, rötlichen, rispigen, pyramidalen Blütenständen stehen sehr viele (bis 6000) kurz gestielte Blüten zusammen. Die Blütenstandsstiele sind grünlich bis rötlich. Die relativ kleinen, weiß-gelblichen bis rosa oder rötlichen, fünfzähligen Blüten mit doppelter Blütenhülle duften, wenn sie sich öffnen, nach Lilien. Die kleinen, spitzigen bis rundspitzigen, mehr oder weniger behaarten Kelchblätter sind grünlich und eiförmig. Die kleinen, innen fransig gefleckten (Drüsen, Saftmale) und ausladenden Kronblätter sind bis 4 Millimeter lang. Die Blüten besitzen einen großen, grün-weißlichen, fleischigen und gelappten Diskus und es sind neben den ein bis zwei fertilen Staubblättern auch kürzere Staminodien vorhanden. Der oberständige und einkammerige, kahle Fruchtknoten der zwittrigen Blüten ist kugelig mit einem kurzen, etwas versetzten Griffel, bei den männlichen ist er verkümmert. Nachdem die Blüten verwelkt sind, dauert es noch drei bis sechs Monate, bis die Früchte reif sind.
Die Bestäubung erfolgt durch den Wind oder durch Insekten (Fliegen, Bienen, Fransenflügler u. a.).
Die reife, bis über 20 cm lange und 6–8 cm breite, ungleichmäßig eiförmige bis birnenförmige, manchmal schnabelspitzige Mangofrucht hängt an einem langen Stiel am Baum und wiegt bis zu 2 Kilogramm. Die Früchte können einzeln oder zu mehreren erscheinen. Die Steinfrucht besitzt eine dünne, glatte, wachsig-ledrige Schale, darunter ein je nach Reifegrad weiches bis manchmal faseriges, gelb-oranges Fruchtfleisch, das einen großen, abgeflachten und weißlichen, holzig-faserigen und haarigen Steinkern umschließt, in dem sich der etwas kleinere, flache und bräunliche Samen befindet. Der Steinkern haftet gut am Fruchtfleisch und ist nur schwer herauszulösen. Die Färbung der Frucht reicht von grün über gelb bis rot, häufig findet sich auch eine Kombination aller drei Farben. Die geschälte Frucht hat einen stark aromatisch-süßlichen Duft und Geschmack. Die Samen haben eine dünne, papierige Samenschale und ein Tegmen. Die Samen sind mono- oder polyembryonal und sie sind nicht austrocknungsresistent („recalcitrant“; unorthodox), sie können daher nicht lange gelagert werden.
Die Chromosomenzahl beträgt 2n = 40 oder 24.

## Herkunft und Verbreitung
Mangifera indica stammt aus dem Gebiet zwischen dem indischen Assam und Myanmar („indische Mango“) oder aus Borneo (heute philippinische Mango) und ist im tropischen Regenwald zuhause. Sie kommt heute als Kulturpflanze in weiten Teilen der Welt vor, darunter in den USA, Mexiko und weiteren Ländern Mittel- und Südamerikas, in der Karibik, im tropischen Gürtel Afrikas (etwa in Kenia und an der Elfenbeinküste), in weiten Teilen Asiens (etwa in Thailand, auf den Philippinen und in Pakistan, dem drittgrößten Exporteur auf der Welt) und auch in Australien. Indien gilt mit einer Produktion von 10 bis 15 Millionen Tonnen im Jahr immer noch als Hauptproduzent von Mangofrüchten. In Europa werden die Bäume hauptsächlich in Spanien kultiviert, hier vor allem an der Costa del Sol und auf den kanarischen Inseln.
Die Anzucht ist schwierig, wird aber unter Hobbygärtnern immer beliebter. Als Zimmer- oder Terrassenpflanzen in kühleren Klimazonen tragen Mangobäume für gewöhnlich keine Früchte, da die meisten Arten hierfür konstant hohe Temperaturen und Luftfeuchtigkeit benötigen, welche bei einem normalen Raumklima in Wohnungen nicht erreicht werden.
Der indische Mangobaum liefert größere Früchte, ist aber empfindlich gegenüber großen Wassermengen. Die philippinische Mango ist an Wasserüberschuss gewöhnt, braucht aber erhebliche Lichtmengen.

## Taxonomie
Die Mango wurde 1753 von Carl von Linné in Species Plantarum Band 1, Seite 200 als Mangifera indica erstbeschrieben.

## Wirtschaftliche Bedeutung
2020 wurden laut der Ernährungs- und Landwirtschaftsorganisation FAO weltweit 54.831.104 t Mangos, Mangostan und Guaven geerntet.
Folgende Tabelle gibt eine Übersicht über die zehn größten Produzenten von Mangos, Mangostan und Guaven weltweit, die insgesamt 80,3 % der Erntemenge produzierten.
| Rang | Land                | Menge (in t) |
| ---- | ------------------- | ------------ |
| 1    | Indien              | 24.748.000   |
| 2    | Indonesien          | 3.617.271    |
| 3    | Mexiko              | 2.373.111    |
| 4    | Volksrepublik China | 2.368.180    |
| 5    | Pakistan            | 2.344.647    |
| 6    | Brasilien           | 2.135.304    |
| 7    | Malawi              | 1.938.066    |
| 8    | Thailand            | 1.657.589    |
| 9    | Bangladesch         | 1.448.396    |
| 10   | Ägypten             | 1.395.244    |
|      | restliche Länder    | 10.805.296   |

Im Mai 2014 trat ein temporäres (bis März 2015 geltendes) Importverbot in der Europäischen Union für Mangofrüchte aus Indien in Kraft, weil bei früheren Mangolieferungen wiederholt nicht-europäische Kirschessigfliegen gefunden wurden. Von Seiten der zuständigen europäischen Behörden werden diese Insekten als biologische Gefahr gesehen, da befürchtet wird, dass sie sich auch in Europa ausbreiten könnten.

## Toxikologie
Der Milchsaft in der Rinde und den Blättern ist hautreizend und kann die „Mango-Dermatitis“, Nesselsucht oder Cheilitis verursachen. Die Reizungen ähneln der „Lackkrankheit“, welche durch den Chinalack hervorgerufen wird, der aus dem Wundsaft des Lackbaumes, eines anderen Sumachgewächses, hergestellt wird. Auch andere Sumachgewächse wie der Kletternde Gift-Sumach u. a. enthalten in ihrem Milchsaft ähnliche Urushiole, welche für die starke Reizung verantwortlich sind. Diese Ähnlichkeit mit den Allergenen der Toxicodendron-Arten macht die Häufigkeit von Kreuzallergien verständlich. Die Fruchtschale unreifer Früchte enthält ebenfalls in kleineren Mengen Urushiole.
Häufig tritt eine Exposition beim Umgang während des Pflückens der Mangos auf, wenn Saft, der von den Abrissstellen und Stielenden tropft oder spritzt, diese verunreinigt. Eine besondere Gefährdung liegt vor, wenn die verunreinigten Mangos dann ungeschält ausgelutscht werden. So kommt es in den Ländern, in denen frische Früchte geerntet werden, oft massenweise zu einer perioral (um den Mund herum) ausgeprägten Reizung (in Australien auch „Mango-Rash“ genannt). Die allergenen Verbindungen in der Fruchtschale können eine Sensibilisierung verursachen oder bei bereits Sensibilisierten eine Reaktion auslösen. Geschälte Früchte sind aber frei von diesen Stoffen und können daher auch unbedenklich von Toxicodendron-Allergikern gegessen werden.
Auch bei der Bearbeitung des Holzes (Holzsaft, Sägemehl), durch Kontakt mit verletzten, gebrochenen Zweigen, wenn z. B. auf die Bäume geklettert wird, oder durch Rauch von brennenden Pflanzen können Reizungen entstehen.

## Nutzung

### Verwendung in der Küche

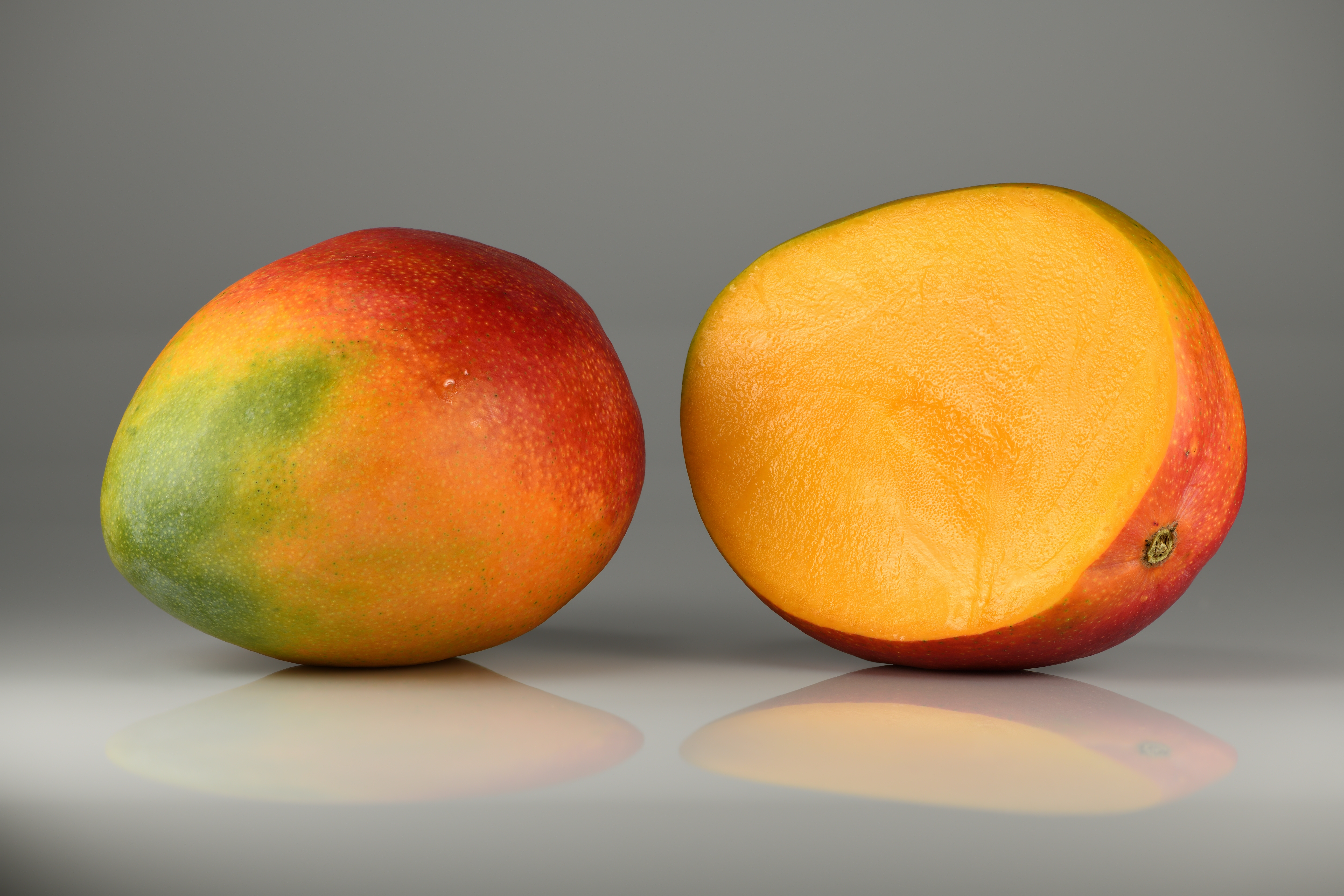
Mangofrucht

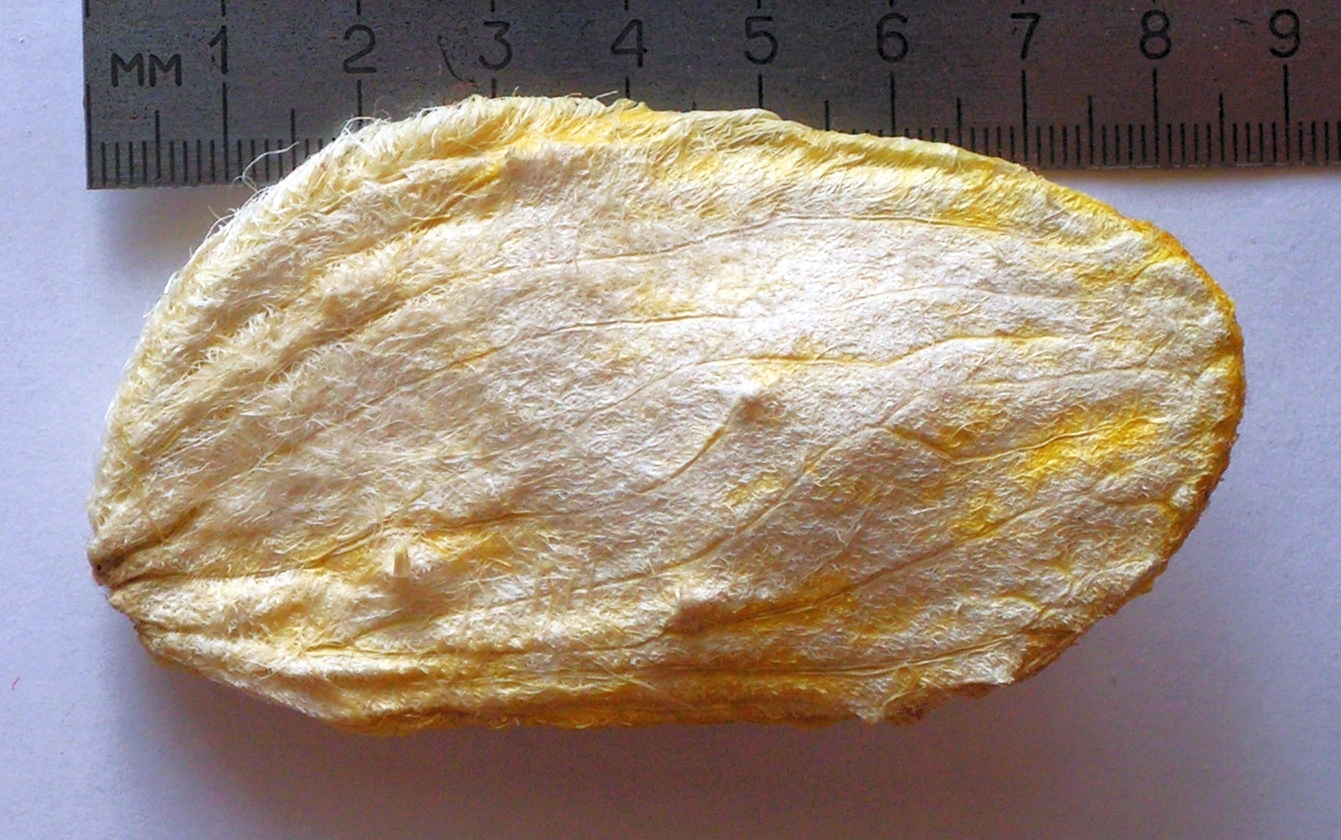
Faseriger Steinkern

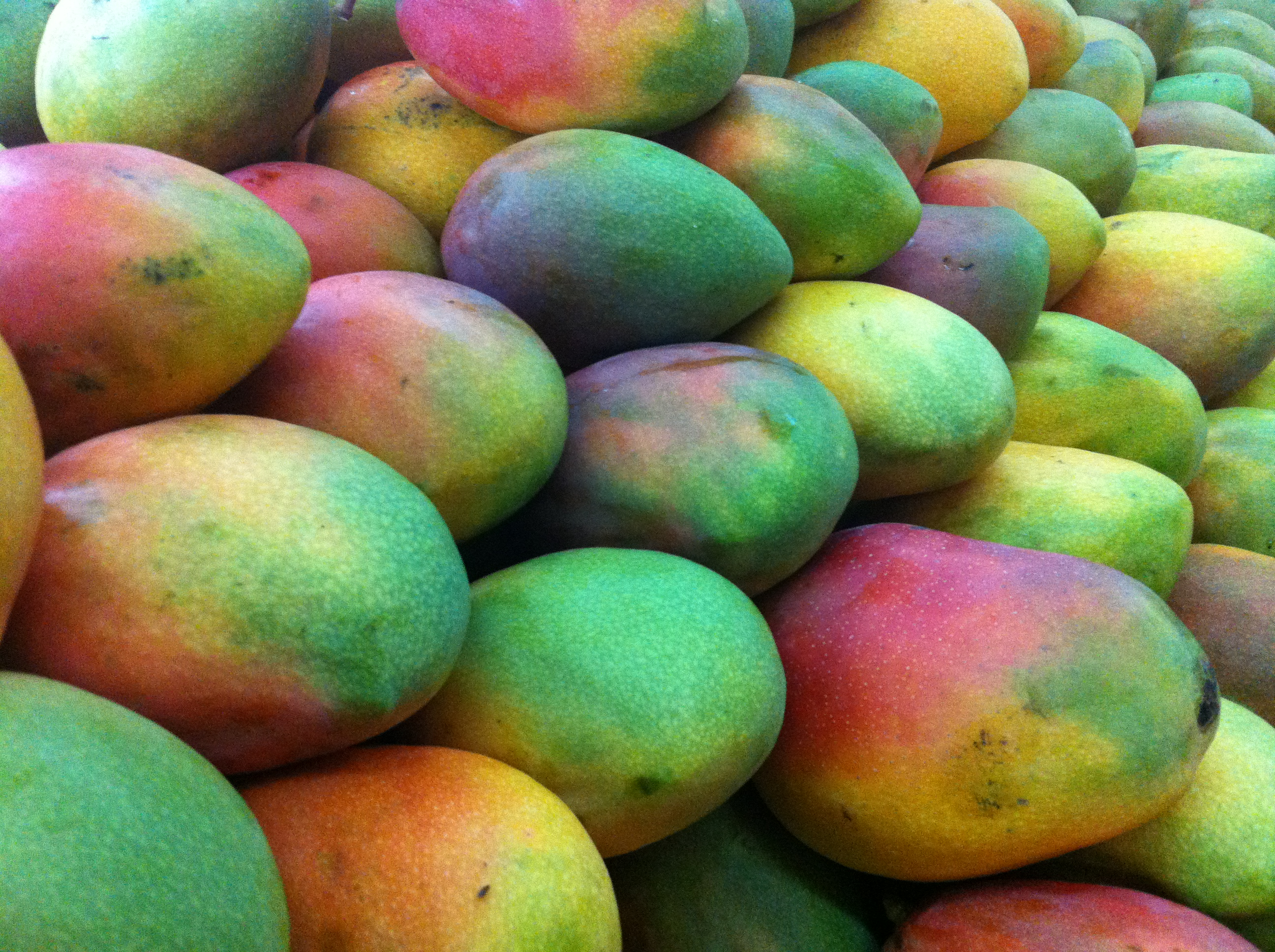
Farbverläufe bei Mangofrüchten in einem Supermarkt in Florencia, Kolumbien

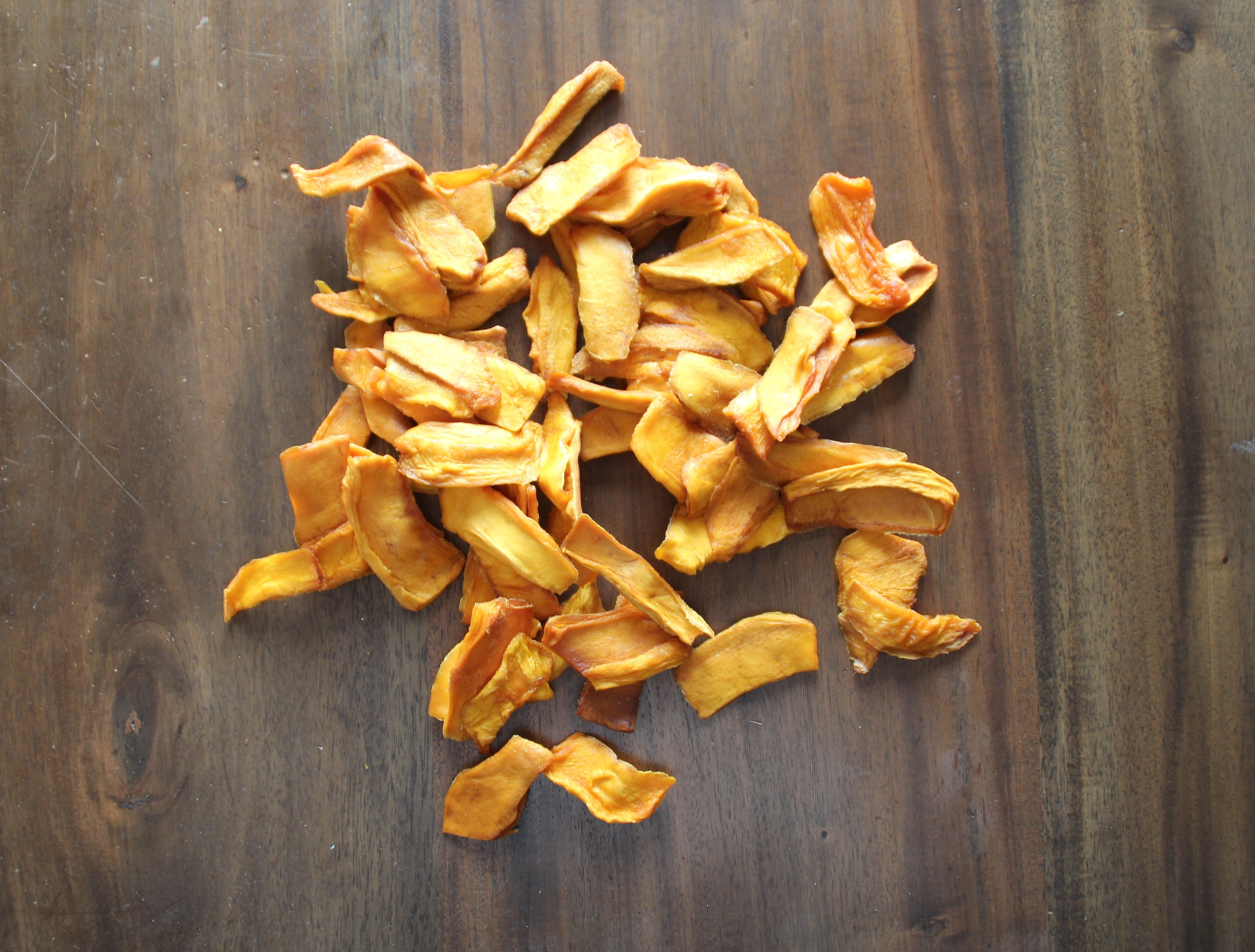
Gedörrte Mango

Mangofrüchte werden zum Obst gezählt. Es gibt inzwischen über 1000 Mangosorten, die sich in Form, Größe und Geschmack unterscheiden. Die Früchte werden zu Saft, Kompott, Marmelade und Eiscreme verarbeitet und finden außerdem in Chutneys und Pickle Verwendung. In Europa werden Mangos seit einigen Jahren regelmäßig angeboten, obwohl sie druckempfindlich sind und daher für den Handel ein schwierig zu handhabendes Obst darstellen. Die Reife einer Frucht kann man daran erkennen, dass sie duftet und auf Druck leicht nachgibt. Mangos sind vollreif, wenn auf der Frucht ein bis vier Millimeter große schwarze Punkte zu erkennen sind.

### Verwendung als Heilmittel
Es werden unter anderem entzündungshemmende, antidiabetische und antivirale Eigenschaften der Mango diskutiert. Zudem sollen sie den Darm beruhigen, weil sie gut verdaulich und säurearm sind. In Indien schreibt man ihnen die Fähigkeit zu, Blutungen zu stoppen und das Herz zu stärken. Durch den hohen Gehalt an Vitamin C können Mangos vorbeugend gegen Infektionen und Erkältungskrankheiten eingesetzt werden.

### Nutzung als Ölpflanze
Aus den Samen der Mangofrüchte wird ein Pflanzenfett gewonnen, welches in seinen Eigenschaften der Kakaobutter ähnlich ist. Es wird zur Herstellung von Schokolade und Margarine, aber auch zur Produktion von Hautcremes, Shampoo und anderen Kosmetika verwendet.

### Farbstoff
Auf Timor werden mit den Blättern der Mango die traditionellen Webstoffe (Tais) gefärbt, wobei Grüntöne entstehen.

### Holz
Das mittelschwere, -harte, gröbere aber nicht beständige Holz wird für verschiedene Anwendungen genutzt.

## Inhaltsstoffe
| 100 g Mango enthalten durchschnittlich: |        |       |               |        |         |           |           |            |          |
| Brennwert                               | Wasser | Fett  | Kohlenhydrate | Kalium | Calcium | Magnesium | Vitamin C | Vitamin B1 | Folsäure |
| 234 kJ (56 kcal)                        | 83,0 g | 0,4 g | 12,8 g        | 190 mg | 10 mg   | 18 mg     | 30,0 mg   | 0,05 mg    | 31,0 μg  |

| Tagesbedarf eines Erwachsenen |         |           |           |           |            |
| Kalium                        | Calcium | Magnesium | Vitamin C | Vitamin A | Vitamin B1 |
| 5 %                           | 1 %     | 6 %       | 30 %      | 58 %      | 5 %        |

## Kulturgeschichte

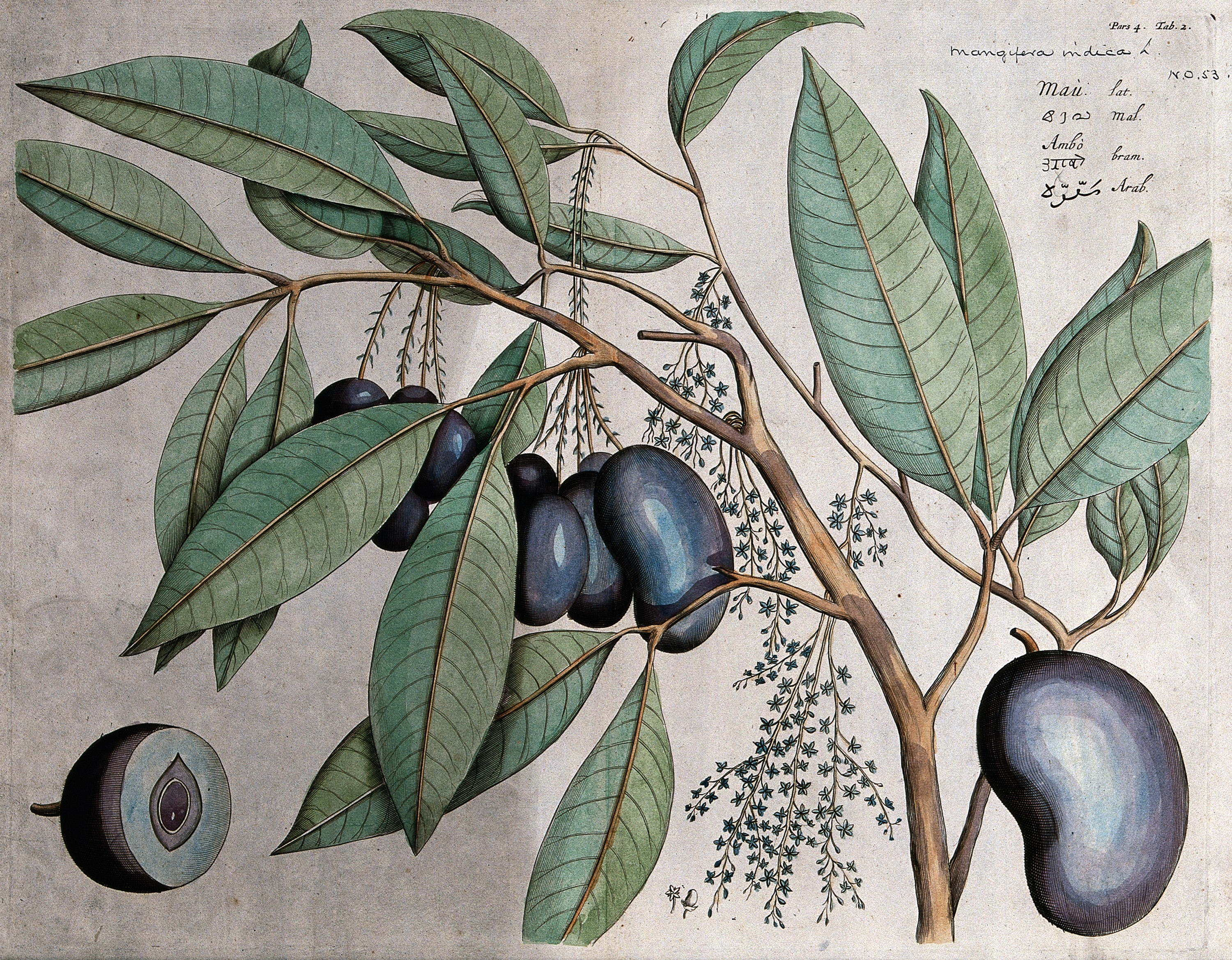
Kolorierter Kupferstich aus dem vierten Band des Hortus Malabaricus (Tafel 2, „Ambò“) von 1683

Eine Erwähnung als „Götterspeise“ findet sich in den hinduistischen Veden, die etwa 1200 v. Chr. geschrieben wurden. Auch heute noch wird sie den Göttern zum Zeichen des Reichtums und der göttlichen Süße dargeboten.
Das Wort Mango ist dravidischen Ursprungs (vgl. Tamil māṅkāy, Malayalam māṅṅa, „unreife Mango“). Nach Europa gelangte die Frucht mit den portugiesischen Indienfahrern des 16. Jahrhunderts. Die erste Erwähnung in einer europäischen Sprache datiert auf das Jahr 1510 und findet sich (in der Form manga) im Reisebericht Itinerario de Ludovico de Varthema Bolognese des Italieners Ludovico de Varthema.
In China kam es unter der Diktatur Mao Zedongs zu einem einzigartigen „Mangokult“, hervorgerufen von Pakistans Außenminister Mian Arshad Hussain (1910–1987), der 1968 eine Kiste Mangos als Gastgeschenk mitbrachte. Mao ließ die Mangos an Gruppen loyaler Arbeiter verteilen, die beim Erblicken der unbekannten Frucht angeblich begeistert schrien und voll wilder Leidenschaft sangen, weil es ein Geschenk des großen Führers war (Personenkult). In der Folge kam es zu einer Reihe bizarrer Auswüchse des „Mangokults“ – so sollen die verteilten Mangos in Formaldehyd konserviert worden sein, um sie für die Nachwelt zu erhalten. Es entstand eine Vielzahl an Propagandaartikeln (Emaille-Geschirr und Waschschüsseln mit Mango-Aufdruck, Broschen mit Mango-Reliefs, Mango-Schminktische, Seife mit Mangoduft, Mangozigaretten und Bettwäsche mit Mangobildern). Ein Arzt, der eine Mango mit einer Süßkartoffel verglichen hatte, soll für diesen verunglimpfenden Vergleich exekutiert worden sein.

## Gefährdungssituation
Die Mango wird von der Weltnaturschutzunion „IUCN“ nicht mehr in der Roten Liste gefährdeter Arten geführt. Nachdem sie 1997 als „Vulnerable“ = „gefährdet“ gelistet war, wird sie seit 1998 als Art gelistet, für die ungenügend Daten („Data Deficient“) zu einer Gefährdungsklassifikation vorhanden sind.